# Quintus Caecilius Metellus Celer
Quintus Caecilius Metellus Celer (? – Róma, Kr. e. 59.) római politikus, katonatiszt, az előkelő, plebeius származású Caecilia gens Metellus-ágának tagja, Quintus Caecilius Metellus Nepos, Kr. e. 98. consuljának fia.

## Származása
Származása sok találgatásra adott okot. Szokatlan módon ugyanis fivérét, aki a Nepos agnoment (ragadványnév latinul) viselte, szintén Quintusnak nevezték. Ennek ellenére minden jel arra utal, hogy vér szerinti testvérek voltak. Egy feltételezés szerint Neposnak két fia közül az ifjabbikat – akinek nem ismerjük az eredeti praenomenjét – örökbe fogadta egy bizonyos, egyébként ismeretlen Quintus Metellus Celer, akit Cicero a Kr. e. 90. év egyik szónokaként említ. Az adoptio ideje és oka ismeretlen, de megmagyarázza a Quintus és Celer névelemeket. Ugyanezen elmélet azt is megvilágítja, hogy Nepos másik fia, aki szintén Quintus Nepos volt, miként lehetett fiatalabb Celernél: az idősebb Nepos első, hasonló nevű fia fiatalon meghalhatott, és a később születő harmadik gyermekét ismét így nevezték el.

## Katonai sikerek
Kr. e. 66-ból származik első említése, amikor Pompeius alatt szolgált Asia provinciában legatusi rangban, és győzelmet aratott Oroészész (Orodész), az albanusok királya felett. Még Pompeius előtt visszatért Rómába, és Kr. e. 63-ban praetor lett. Politikusként családja nyomdokain haladt: az arisztokrata optimata párt legjelentősebb hívei közé tartozott. Hivatali évében megakadályozta Caius Rabirius elítélését.
A Catilina-összeesküvés elleni küzdelemben együttműködött Ciceróval, aki akkor éppen consuli évét töltötte. A harcokban Picenum környékének és a senonok vidékének parancsnoka lett, amely minőségben megakadályozta, hogy Catilina átkelhessen az Appennineken Gallia Cisalpina felé. Az összeesküvés vezetője ekkor kénytelen volt Etruria felé fordulni, ahol Caius Antonius Hybrida, a másik consul hadserege várta őt. A győzelmet követően Kr. e. 62-ben proconsuli megbízással Gallia Cisalpina helytartója lett, amiről a Rómában maradni akaró Cicero mondott le a javára. (Bár együttműködésük harmonikus volt, Celer igencsak megneheztelt a szónokra, amikor konfliktusba keveredett öccsével, az ifjabb Neposszal. Ennek okát bővebben lásd ott.)

## Az arisztokraták élén
Kr. e. 61-ben megválasztották a következő év consuljának Lucius Afranius, Pompeius egy kreatúrája kollégjáként. Még nem vette át hivatalát, amikor megakadályozta a Compitalia ünnepségének megtartását, amit egy néptribunus erőltetett a senatus tiltó határozata ellenére. Kr. e. 61. végén az ifjabb Catóval és több más arisztokratával egyetértésben ellenállt a publicanusok (adóbérlők) azon törekvésének, hogy elfaragják az Asiában beszedett adók után aerariumnak fizetendő összeget. (Végül Caius Julius Caesar fogadtatta el a népgyűlésen a javaslatot Kr. e. 59-ben.)
Consulként – Cicero által jónak tartott szónoki képességeit kihasználva – hevesen ellenállt kollégája azon törekvésének, hogy a Római Köztársaság legnagyobb ellenségének tekintett Pompeius keleti intézkedéseit elfogadtassa. Afranius nem volt elég tehetséges és tekintélyes ahhoz, hogy patrónusa érdekeit képviselje, ez pedig ahhoz vezetett, hogy a hadvezér kénytelen volt szövetségre lépni Caesarral és Crassusszal – így előkészítette a köztársaság végső bukását.
Metellus Lucius Flavius néptribunus földtörvényjavaslatának – mely Pompeius veteránjait telepítette volna le – mereven ellenállt, és az sem törte meg, hogy az kiharcolta, hogy egy időre börtönbe vessék a consult. A tervezet a makacs ellenálláson elbukott. Unokatestvére és sógora, Clodius, a híres néppárti tribunus szinte minden megmozdulását ellenezte. Később, amikor Galliában a háború kitörése fenyegetett, a senatus határozatot hozott a kelta tartományok felosztásáról a consulok között; ennek ellenére Metellus sem hivatali évében, sem utána nem hagyta el Rómát. Kr. e. 59-ben, Caesar consuli évében az arisztokratikus ellenzék egyik legfőbb hangadója volt, ám hiába próbálta megakadályozni az ellenfele által beterjesztett földtörvény elfogadását.
Metellus Kr. e. 59-ben Gallia Narbonensis helytartójaként halt meg olyan váratlanul, hogy azonnal szárnyra kapott a gyanú: felesége, a kicsapongó Clodia – Catullus múzsája, akit verseiben Lesbiának nevezett – ölte meg, akivel egyébként is rossz volt a viszonya. Gyermekei nem voltak. Tartományát Caesar örökölte.